# Schindlerův seznam (dokument)
Schindlerův seznam je populární označení pro seznam se jmény přibližně 1100 židovských vězňů, kteří přežili holocaust jako dělníci v továrně Oskara Schindlera.

## Vznik názvu
Příběh jejich záchrany byl popsán v knize Thomase Keneallyho Schindlerova archa (Schindler's Ark, 1982) a o deset let později zpopularizován díky filmové adaptaci románu režisérem Stevenem Spielbergem pod názvem Schindlerův seznam (Schindler's List, 1993). Poldek Pfefferberg, jeden ze zachráněných židů, přesvědčil australského spisovatele Keneallyho k napsání knihy a režiséra Spielberga k natočení filmu.

## Vznik seznamu
Pod vlivem románu a filmu si většina lidí představuje Schindlerův seznam jako dokument, do kterého Oskar Schindler spolu s účetním Izákem Sternem zapsali vybrané vězně koncentračního tábora Plašov, aby je přesunuli do továrny v Brněnci, a tak zachránili před plynovými komorami v koncentračním táboře Auschwitz. 
Ve skutečnosti se na sestavení transportního seznamu vězňů, kteří měli být evakuováni na nové místo pro Schindlerovu továrnu podílelo více osob. Kromě samotného Schindlera, který zřejmě navrhl jen rodiny několika svých nejpotřebnějších pracovníků (jako byl účetní Stern) a tzv. investorů, kteří mu pomohli získat finance na zakoupení a provoz první továrny v Krakově, se na vytvoření seznamu podíleli především příslušníci vězeňské samosprávy a kápové, mezi jinými Mieczysław Pemper, Abraham Bankier a Marcel Goldberg. Někteří z nich tak činili za úplatek. Tento původní transportní seznam obsahoval asi 1000 jmen, vznikl v říjnu 1944 a pravděpodobně se nedochoval.
Další seznamy vězňů byly pořizovány po příjezdu vězňů do Brněnce a při selekci v kmenovém táboře Gross-Rosen. V podstatě se jednalo o výplatní seznamy, protože jako všichni podnikatelé, kteří využívali otrockou práci vězňů, i Schindler musel organizaci SS platit nájem za každého vězně podle jeho kvalifikace. Z těchto důvodů bylo u každého jména na seznamu uvedeno povolání (někdy i fiktivní) a současně na žádném ze seznamů nejsou uvedeny malé děti, které se několika rodinám podařilo do Brněnce propašovat s sebou. Tyto seznamy nebo jejich fragmenty jsou dnes uloženy v archivu International Tracing Service v Německu, v památníku Jad vašem v Izraeli, v Památníku Terezín v ČR, v Muzeu holocaustu v USA a v Muzeu Gross-Rosen v Polsku.
Poslední takový seznam byl vytvořen táborovou správou v Brněnci ke dni 18. dubna 1945, tedy pár týdnů před osvobozením tábora Rudou armádou. Jedná se o seznam, na kterém je uvedeno největší počet jmen, celkem 1098 (297 žen a 801 mužů), protože mezitím do Brněnce dorazilo několik menších vězeňských transportů. Současně se dochovalo nejvíce kopií (průklepů) tohoto seznamu vězňů, proto je nejčastěji přetiskován v publikacích a slouží jako ilustrační ukázka ve filmech a TV dokumentech.

## Hodnota dokumentu a soudní spory
Vedle kopií, které jsou uloženy ve zmíněných muzejních institucích, se dochovalo několik seznamů také v soukromých rukou. Zatím ve všech případech se jednalo o kopie (průklepy) seznamu z 18. dubna 1945. Přestože se jedná o nejrozšířenější variantu seznamu brněneckých vězňů a soukromníci vlastní často pouze jeho fragment, díky mediální proslulosti získaly tyto kopie značnou sběratelskou hodnotu. Mezi ně patří i takzvaný „originální Schindlerův seznam“, nalezený v roce 1999 mezi ostatními Schindlerovými písemnostmi v domě v německém Hildesheimu (kde Schindler před svou smrtí bydlel), nebo údajný „soukromý“ seznam rodiny Izáka Sterna, který byl v březnu roku 2010 prodán v aukci za dva miliony dolarů. Argentinská novinářka Erika Rosenbergová (dědička Emilie Schindlerové, vdově po Oskaru Schindlerovi) se domnívá, že má autorská práva na všechny Schindlerovy písemnosti, včetně seznamu, a pokusila se aukci právně napadnout. Soud však její stížnost zamítl. Také izraelský soud v roce 2017 její nároky zamítl.